# Dům čp. 143 (Štramberk)
Dům čp. 143 stojí na ulici Zauličí ve Štramberku v okrese Nový Jičín. Roubený dům byl postaven na konci 18. století. Byl zapsán do Ústředního seznamu kulturních památek ČR před rokem 1988 a je součástí městské památkové rezervace.

## Historie
Podle urbáře z roku 1558 bylo na náměstí postaveno původně 22 domů s dřevěným podloubím, kterým bylo přiznáno šenkovní právo a sedm usedlých na předměstí. Uprostřed náměstí stál pivovar. V roce 1614 je uváděno 28 hospodářů, fara, kostel, škola a za hradbami 19 domů. Za panování jezuitů bylo v roce 1656 uváděno 53 domů. První zděný dům čp. 10 byl postaven na náměstí v roce 1799. V roce 1855 postihl Štramberk požár, při němž shořelo na 40 domů a dvě stodoly. V třicátých letech 19. století stálo nedaleko náměstí ještě dvanáct dřevěných domů.
Roubený dům čp. 143 byl postaven na konci 18. století. V domě se narodil Vojtěch Petráš, učitel, malíř a propagátor Štramberka. V padesátých letech 20. století byl dům rekonstruován. Objekt je příkladem lidové architektury v původní zástavbě na předměstí Štramberku.

## Stavební podoba
Dům je přízemní roubená stavba obdélníkového půdorysu orientované štítovou stranou do údolí. Je trojdílné dispozice komorovo–chlévního typu. Dům je postaven na vysoké kamenné omítané podezdívce, která vyrovnává svahovou nerovnost a má sklepní prostory s vchodem na levé straně. Levá okapová strana je dvouosá. Štítové průčelí je dvouosé s kaslíkovými okny. Štít je svisle bedněný s výzorníky ve tvaru lipového listu, s kabřincem ve vrcholu a podlomenicí u paty. Střecha je sedlová kryta šindelem. Zadní část je zděná se vstupem do domu.